# Helmut Wick
Pour les articles homonymes, voir Wick.
 (juin 2008).
Si vous disposez d'ouvrages ou d'articles de référence ou si vous connaissez des sites web de qualité traitant du thème abordé ici, merci de compléter l'article en donnant les références utiles à sa vérifiabilité et en les liant à la section « Notes et références ».
Helmut Wick (5 août 1915 à Mannheim en Allemagne – 28 novembre 1940) est un pilote de chasse allemand de la Seconde Guerre mondiale.

## Premiers combats

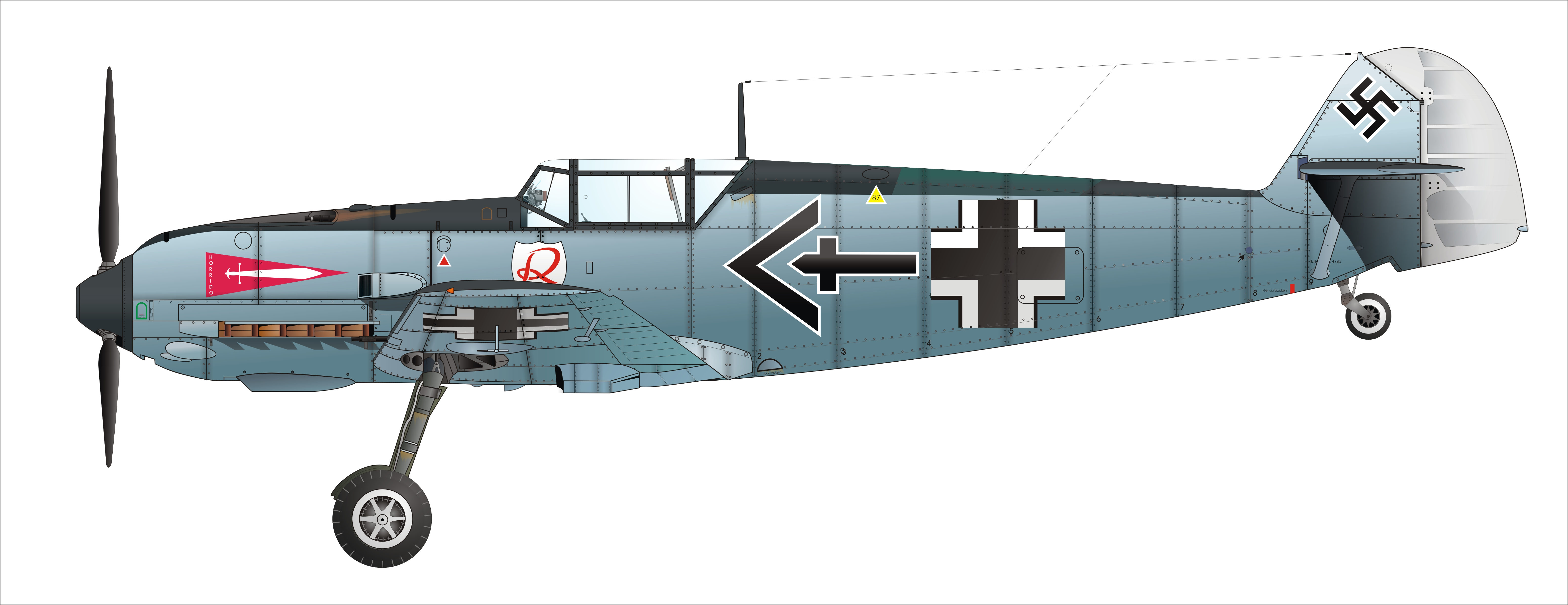
Messerschmitt Bf 109 E-3 d'Helmut Wick en 1940

Il entre très jeune dans l'armée puis dans l'aviation allemandes. Il est transféré au 3./JG 2 juste avant la Seconde Guerre mondiale.
Il inscrit sa première victoire le 22 septembre 1939 en Pologne aux commandes d'un Messerschmitt Bf 109. Sur le Front de l'ouest, Wick gagne treize autres combats aériens et se lance dans une course aux victoires face à Adolf Galland et Werner Mölders. Il devient Oberleutnant (lieutenant) à l'aube de la Bataille d'Angleterre.

## La Bataille d'Angleterre
Le 26 août 1940, il abat quatre anglais et se voit immédiatement décoré de la croix de fer. Le 7 septembre 1940, il est promu successivement hauptmann (capitaine) et devient kommandeur du I./JG 2. Son palmarès est alors de 22 Victoires.
Promu major (commandant) le 20 octobre, Wick prend le commandement de la JG 2 "Richthofen". Il a doublé son palmarès en deux mois. Il veut rester le premier as de la Luftwaffe, mais son individualisme le perdra car il disparaît mystérieusement le 28 novembre 1940, après avoir remporté sa 56e victoire.

## Source
- Bimestriel DogFight, Aero-éditions international, septembre-octobre 2006